# اتصال به زمین
در وسایل الکتریکی نیاز است که پتانسیل بعضی قسمت‌های دستگاه با زمین یکی شود، برای این منظور از اتصال به زمین استفاده می‌شود. اساس زمین کردن بر این است که جرم بزرگ زمین به عنوان پتانسیل صفر-به خصوص در مهندسی برق- در نظر گرفته می‌شود و تمام قسمت‌هایی که به زمین وصل شده‌اند هم پتانسیل زمین شوند، به عبارت دیگر پتانسیل صفر زمین را بگیرند. نوع کیفیت ارتباط دهنده زمین با تأسیسات الکتریکی دارای اهمیت فوق‌العاده زیادی است.

## هدف سیستم زمین
رابط یا سیمِ اتصالِ زمین (یا اِرت، Earth) که به بخش‌های فلزی تجهیزات الکتریکی (مانند بدنه) وصل می‌شود، برای جلوگیری از وارد شدن شوک الکتریکی به انسان به هنگام بروز اتصال برق (سیم فاز) به بدنه دستگاه، مثلاً در اثر خرابی دستگاه برقی است. در کوتاه‌ترین مدت، جریان برق از دستگاه مستقیماً به زمین؛ به جای ماندن در بدنه و عبور از بدن انسان در صورت تماس، تخلیه می‌شود. در همان لحظه عمل کردن فیوز جریان را قطع می‌کند.
استفاده از فیوز در دستگاه‌های برقی، تنها برای حفاظت از خودِ دستگاه در برابر عبور جریانِ بیش از تحملِ دستگاه است، و نه مستقیماً برای حفاظت از انسان. به همین ترتیب، فیوزهای عادی که در منازل، کنار کنتور برق نصب می‌شوند نیز برای جلوگیری از آسیب به سیم‌ها در سیم‌کشی در اثر گرم شدن بیش از حد آن‌ها هنگام عبور جریان زیاد از سیستم هستند، و از انسان محافظت نمی‌کنند. نوع خاصی از فیوزهای اتوماتیک که گاهی کلید محافظ جان خوانده شده‌اند، برای حفاظت از انسان به کار می‌روند.
برای اطمینان از این‌که ولتاژ در سطوح بیش از حد بالا نیست، امپدانس (مقاومت) اتصال به زمین باید نسبت به امپدانس معمولی مدار کم باشد. یک جایگزین برای حفاظت از زمین در معرض سطوحی که در معرض خطر هستند، طراحی با «عایق دوگانه» یا سایر اقدامات احتیاطی است، به طوری که یک شکست یا ترکیبی از احتمالات ناکامل می‌تواند منجر به تماس بین مدارهای زنده و سطح شود. به عنوان مثال یک ابزار قدرت دستی ممکن است یک سیستم اضافی از عایق الکتریکی را بین اجزای داخلی و مورد ابزار داشته باشد، به طوری که حتی اگر عایق برای موتور یا سوئیچ نتواند کار کند، ابزار به‌کار نمی‌افتد.

## عملکرد سیستم زمین
یک اتصال زمین کاربردی به هدف دیگری غیر از ایمنی الکتریکی عمل می‌کند و ممکن است جریان را به عنوان بخشی از عملیات معمول حمل کند. به عنوان مثال، در یک سیستم توزیع، قدرت برگشت زمین یک سیم، زمین یک مدار هادی را تشکیل می‌دهد و تمام جریان بار را حمل می‌کند سایر نمونه‌ها از دستگاه‌هایی که از اتصالات کاربردی زمین استفاده می‌کنند عبارتند از: :سرکوب کننده‌های موج و فیلترهای تداخل الکترومغناطیسی.

## سیستم‌های ولتاژ پایین
در شبکه‌های توزیع ولتاژ پایین، که نیروی الکتریکی را بین دستهٔ گسترده‌ای از مصرف‌کنندگان نهایی توزیع می‌کند، مهم‌ترین نگرانی در طراحی سیستم اتصال به زمین امنیت مصرف‌کننده‌ای است که از لوازم الکتریکی استفاده می‌کند تا او را از شوک‌های الکتریکی در امان نگه دارد. این سیستم باید به گونه‌ای طراحی شود که اطمینان حاصل شود شخص مصرف‌کننده هیچگاه با شیء فلزی که پتانسیل الکتریکی آن نسبت به شخص بیش از پتانسیل آستانهٔ امنیت-معمولاً حدود ۵۰ ولت- است تماس نمی‌گیرد.

### اصطلاحات فنی
حرف اول معرف نحوهٔ اتصال زمین به وسیلهٔ تأمین الکتریسیته (ژنراتور یا ترانس) است:
T — اتصال مستقیم به زمین (به لاتین:terra)
I — هیچ نقطه‌ای به زمین متصل نیست (ایزوله)
حرف دوم معرف نحوهٔ اتصال بین زمین و وسیلهٔ الکتریکی است:
T — اتصال مستقیم به زمین
N — اتصال به محل نصب، که خود به زمین متصل است.

#### شبکه‌های TN
|                                                                     |                                                    | |
| TN-S: سیم‌های حفاظتی و خنثی جدا (Separate)و نسبت به هم عایق می‌باشند. | TN-C: یک سیم مشترک (Common) به عنوان حفاظت و خنثی. | TN-C-S: از زیر تابلوی اصلی مولد یا مبدل تا تابلوی زیر کنتور یک سیم مشترک به عنوان خنثی و حفاظت امتداد دارد و در تابلوی مصرف‌کننده به دو سیم حفاظتی و خنثی تقسیم می‌شود. |

#### مقایسه
|                                   | TT                             | IT                          | TN-S           | TN-C           | TN-C-S         |
| --------------------------------- | ------------------------------ | --------------------------- | -------------- | -------------- | -------------- |
| امپدانس حلقهٔ خطای زمین            | بالا                           | بیشترین                     | پایین          | پایین          | پایین          |
| کلید محافظ جان توصیه شده‌است؟      | بله                            | نه                          | بله            | بله            | بله            |
| به الکترود زمین در محل نیاز دارد؟ | بله                            | بله                         | نه             | نه             | نه             |
| هزینه هادی خنثی                   | پایین                          | پایین                       | بیشترین        | کمترین         | بالا           |
| خطر در قطعی هادی خنثی             | نه                             | نه                          | بالا           | بیشترین        | بالا           |
| ایمنی                             | ایمن                           | ایمنی کم                    | ایمن‌ترین       | ایمنی کم       | ایمن           |
| تداخل الکترومغناطیسی              | کمترین                         | کمترین                      | پایین          | بالا           | پایین          |
| مخاطرات در:                       | حلقهٔ‌های امپدانس (امپدانس بالا) | اضافه ولتاژ در اتصالی مضاعف | قطعی هادی خنثی | قطعی هادی خنثی | قطعی هادی خنثی |
| مزیتها                            | ایمن و قابل اعتماد             | قیمت و تداوم عمل            | امن‌ترین        | هزینه          | امنیت و هزینه  |

#### کاربردها
- سیستم TN-C-S: پرکاربردترین سیستم بوده‌است. در انگلستان به این سیستم protective multiple earthing (PME) و در استرالیا و نیوزیلند multiple earthed neutral (MEN). نیز اطلاق می‌شود.
- سیستم TN-S: بیشتر در اروپای شرقی استفاده شده‌است.
- سیستم TN-C: به ندرت استفاده شده‌است.
- سیستم TT: به واسطه این که یک سیستم مستقل از شبکه برای تأمین حفاظت به کار رفته‌است، برای شبکه‌های شامل چندین دستگاه الکترونیکی که پارازیت زیادی روی هادی خنثی ایجاد می‌کنند مورد توجه بوده‌است. ژاپن یک کشور فرا صنعتی ولی جزیره‌ای است؛ بنابراین مانند سایر کشورها نمی‌تواند در ساعات اوج مصرف با همسایگانش تبادل انرژی الکتریکی داشته باشد و برق هم گران‌قیمت می‌باشد؛ بنابراین از دستگاه‌های ذخیره انرژی برای ساعات اوج مصرف زیاد استفاده می‌شود و این دستگاه‌ها پارازیت‌های خطرناکی را انتشار می‌دهند؛ بنابراین سیستم TT مورد علاقه ژاپنی‌ها بوده‌است. کاربرد کلید محافظ جان لازمست.
- سیستم IT: کاربرد اصلی آن در بیمارستان‌ها و بالاخص اتاق عمل است تا اولاً احتمال برق‌گرفتگی خیلی کم باشد و ثانیاً در صورت اتصال فاز به بدنه هادی، نه پرسنل دچار برق‌گرفتگی شوند و نه فیوز بپرد. اما لازم است تا در صورت بروز اتصالی، چراغی روی دستگاه نظارت عایق روشن شود تا بعداً تعمیرکار برق نسبت به رفع عیب اقدام کند.

#### یک نمونه واقعی
برای بررسی یک نمونه متعالی از سیستم‌های پیشرفته زمین حفاظتی، سیر تکاملی در استرالیا عرضه می‌شود. تا قبل از جنگ جهانی اول مانند باقی کشورها، از سیستم دو سیمه (بدون سیم PE) استفاده می‌شد. اما بعداً به TT تغییر یافت. اکنون اداره برق محلی یک سیستم شامل PEN را به مشترک ارائه می‌دهد، اما بازرس اداره برق یک ترمینال اضافی زمین را از مشترک درخواست می‌کند. قبلاً کافی بود این ترمینال به لوله‌کشی وصل باشد، اما اکنون باید به فونداسیون ساختمان، وان حمام و ظرفشویی هم وصل باشد. به علاوه باید یک چاه زمین کم عمق هم به این ترمینال وصل باشد. چنین سیستمی از دید کلی TN-C-S می‌باشد؛ و آن را Multiple Earthed Neutral یا MEN به معنای سیستم نول گسترش یافته نامیده‌اند. به علاوه کلیه تجهیزات خارج از ساختمان باید از نوع TT باشند، یعنی یک چاهک زمین مجزا داشته باشند. در معادن، بیمارستان‌ها، روشنایی راهنمای مراکز تجمع، کارخانجات شیمیایی و پمپ بنزین‌ها نیز حتماً باید از IT استفاده شود.

## سیستم‌های ولتاژ متوسط
به‌طور کلی تفاوت‌های زیر در زمین کردن پست‌های فشار متوسط نسبت به برق فشار ضعیف خانگی وجود دارند:
- فقط افراد ماهر اجازه ورود به محوطه را دارند.
- وجود ولتاژهای بسیار بالا
- معمولاً خط ورودی فاقد سیم نول است؛ بنابراین، در پست‌های فشار متوسط، مسائل مهم در سیستم زمین به ترتیب عبارتند از:
- تأمین تداوم در تغذیه مشترکین
- عدم آسیب دیدن تجهیزات و تأسیسات در صورت وقوع اتصالی
- قابلیت بالا در تأمین حفاظت کارگران
- رد کردن ایمن آذرخش به زمین مخصوصاً از طرف خطوط هوایی
- کم کردن ولتاژ گام به خصوص در محل تردد احشام

اگر فقط یکی از شرایط زیر موجود باشند، یک چاه زمین لازم می‌شود؛ وگرنه باید دو چاه زمین مجزا برای قسمت‌های فشار ضعیف و فشار متوسط + ترانسفورماتور در نظر گرفت:
- در اطراف پست برق، سیستم لوله‌کشی آب باشد؛
- مقاومت چاه زمین زیر ۱ اهم باشد؛
- کابل با زره در تماس با خاک طویل تر از یک کیلومتر از پست خارج یا داخل شده باشد،